# Titaea callispora
Titaea callispora är en svampart som beskrevs av Sacc. 1876. Titaea callispora ingår i släktet Titaea och familjen Tubeufiaceae.   Inga underarter finns listade i Catalogue of Life.